# Bruce Lamont
Bruce Lamont ist ein amerikanischer Musiker, Sänger und Label-Betreiber. Bekannt wurde Lamont insbesondere durch seine Beteiligung an den Gruppen Yakuza und Bloodiest. 

## Werdegang

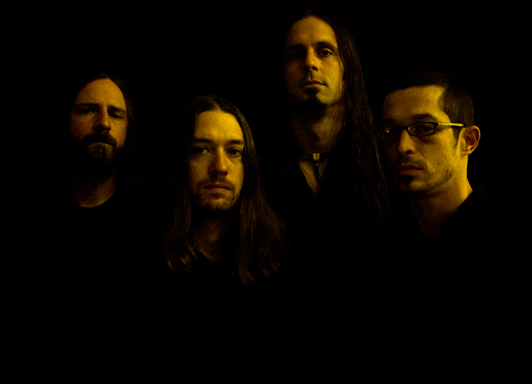
Yakuza 2007, Lamont links im Bild

Der in Chicago lebende Lamont begann in den 1990er Jahren als Sänger der Band Dyslexic Apaches in Erscheinung zu treten. International bekannt wurde er allerdings nach der Jahrtausendwende durch seine Beteiligung an der Gruppe Yakuza. Über seine folgende Laufbahn hinweg trat er unter anderem mit Veröffentlichungen als Solokünstler, als Gastmusiker für Rock-, Metal- und Post-Industrial-Gruppen sowie als Bandmitglied bei Bloodiest und Corrections House in Erscheinung. Gemeinsam mit Sanford Parker gründete er das Label War Crime Recordings, das seit 2013 Alben diverser Interpreten veröffentlicht.
Der Großteil seiner Projekte ist auf kreative Offenheit hin ausgelegt, allerdings unterhält Lamont mit Led Zeppelin 2 eine Coverband, bei der er als Double des Sängers Robert Plant auftritt. Obwohl er eine Verbundenheit zur Musik von Led Zeppelin betont unterhalte er Led Zeppelin 2 vornehmlich „wegen des Geldes“ und als finanzielle Basis um seine kreativen Projekte fortzuführen. Led Zeppelin 2 sei gegenüber seinen regulären Musikprojekten ein Alltagsberuf.

## Stil
Der Stil der Gruppen und Solo-Veröffentlichungen von und mit Lamont liegt „in einer Schnittmenge aus Noise, Industrial, Mathcore und Sludge.“
An den meisten Gruppen ist Lamont als Sänger und Saxophonist beteiligt. Hinzukommend spielt er Gitarre und nutzt verschiedene Synthesizer. In seinen Soloveröffentlichungen ist sein Gesang klagend harmonisch und wird als Ausdrucksstark wahrgenommen.  Dabei wird Lamont ein „prägnantes, an John Zorn erinnerndes Saxophonspiel“ attestiert. Seine Musik verfüge über „hypnotische, bedrohliche, gefühlsbetonte und sogar irgendwie transzendente Arrangements“.

## Diskografie (Auswahl)
| Solo - 2009: Bruce Lamont + Mark Solotroff (EP, BloodLust!) - 2011: Feral Songs For The Epic Decline (Album, At A Loss Recordings) - 2018: Broken Limbs Excite No Pity (Album, War Crime Recordings) Mit Bloodiest - 2011: Descent (Album, Relapse Records) - 2016: Bloodiest (Album, Relapse Records) | Mit Brain Tentacles - 2016: Brain Tentacles (Album, Relapse Records) - 2016: Brain Tentacles / Wild Jesus & The Devil’s Lettuce Family Party Band (Split-Album, Dark Matter Coffee) Mit Circle of Animals - 2010: Destroy the Light (Album, Relapse Records) Mit Corrections House Mit Dyslexic Apaches - 1993: No, I’m Not Really Hungry (Album, Modern Fork Records) | Mit Rabid Rabbit - 2009: Rabid Rabbit (Album, Interloper Records) - 2011: Czarny Sen (Album, BloodLust!) Mit Sick Gazelle - 2019: Odum (Album, War Crime Recordings) Mit Yakuza - 2001: Amount to Nothing (Album, Selbstverlag) - 2002: Way of the Dead (Album, Century Media) - 2006: Samsara (Album, Prosthetic Records) - 2007: Transmutations (Album, Prosthetic Records) - 2010: Of Seismic Consequence (Album, Profound Lore Records) - 2012: Beyul (Album, Profound Lore Records) | Als Gastmusiker (Auswahl) - 2005: Minsk: Out of a Center Which Is Neither Dead nor Alive - 2008: Nachtmystium: Assassins: Black Meddle Pt. I - 2012: Swans: The Seer - 2013: Pelican: Forever Becoming - 2014: Wrekmeister Harmonies: Then It All Came Down - 2019: Lord Mantis: Universal Death Church |